# Молдажанова, Асемгуль Александровна
Асемгуль Александровна Молдажанова (каз. Әсемгүл Александрқызы Молдажанова, 22 августа 1968; Восточно-Казахстанская область, Казахская ССР — 2 ноября 2019; Астана, Казахстан) — казахстанский учёный, доктор педагогических наук (2007), профессор, почетный профессор факультета образования Юго-Западного университета г.Чунцин (Southwest University)(2018г.).

## Биография[3]
Родилась 22 августа 1968 года в Восточно-Казахстанской области.
В 1989 году окончила Семипалатинский государственный педагогический институт и получила специальность учителя русского языка и литературы.
В 2007 году защитил учёное звание доктора педагогических наук, тема диссертации: «Теория и методика профессионального образования».
С 1989 по 1991 годы — учитель русского языка и литературы средней школы «Бакырчик».
С 1991 по 1992 годы — преподаватель кафедры русской и зарубежной литературы Семипалатинского педагогического  института имени Н.К.Крупской.
С 1992 по 1993 годы — преподаватель кафедры мировой художественной литературы и культуры Семипалатинского педагогического института имени Шакарима.
С 1996 по 2007 годы — старший преподаватель кафедры русской литературы, доцент кафедры русской филологии, декан факультета русской и иностранной филологии Семипалатинского государственного педагогического института.
С 2007 по 2008 годы — проректор по учебновоспитательной работе, И.о. ректора Семипалатинского государственного педагогического института.
С 2008 по 2011 годы — первый проректор – проректор по учебной работе Семипалатинского государственного университета имени Шакарима.
С 2011 по 2015 годы — заместитель директора Департамента стратегического планирования и координации Министерства образования и науки РК.
С 2015 по 2019 годы — советник ректора, первый проректор-проректор по учебной работе ЕНУ имени Л.Н.Гумилева.
Автор более 100 научных публикаций, в том числе 1 монографии, 4 учебных пособий и др.
Скончалась 2 ноября 2019 года.

## Награды и звания
- 2004 — Благодарственное письмо Первого Президента Республики Казахстан
- 2006 — нагрудный знак «Почётный работник образования Республики Казахстан»
- 2008 — нагрудный знак «Ыбырай Алтынсарин»
- 2006 — нагрудный знак «За заслуги в развитии науки Республики Казахстан»
- 2011 — Медаль «20 лет независимости Республики Казахстан»
- 2014 — Почётная грамота министерства Образования и науки Республики казахстан
- 2015 — Медаль «20 лет Конституции Республики Казахстан»
- 2016 — Медаль «25 лет независимости Республики Казахстан»
- 2017 — Орден Курмет за особые заслуги в области образования и науки Республики Казахстан указом президента Республики Казахстан от 7 декабря 2017 года.[7]